# Dawson County (Montana)
Dawson County ist ein County im Bundesstaat Montana der Vereinigten Staaten. Der Sitz der Countyverwaltung (County Seat) befindet sich in Glendive.

## Demografische Daten

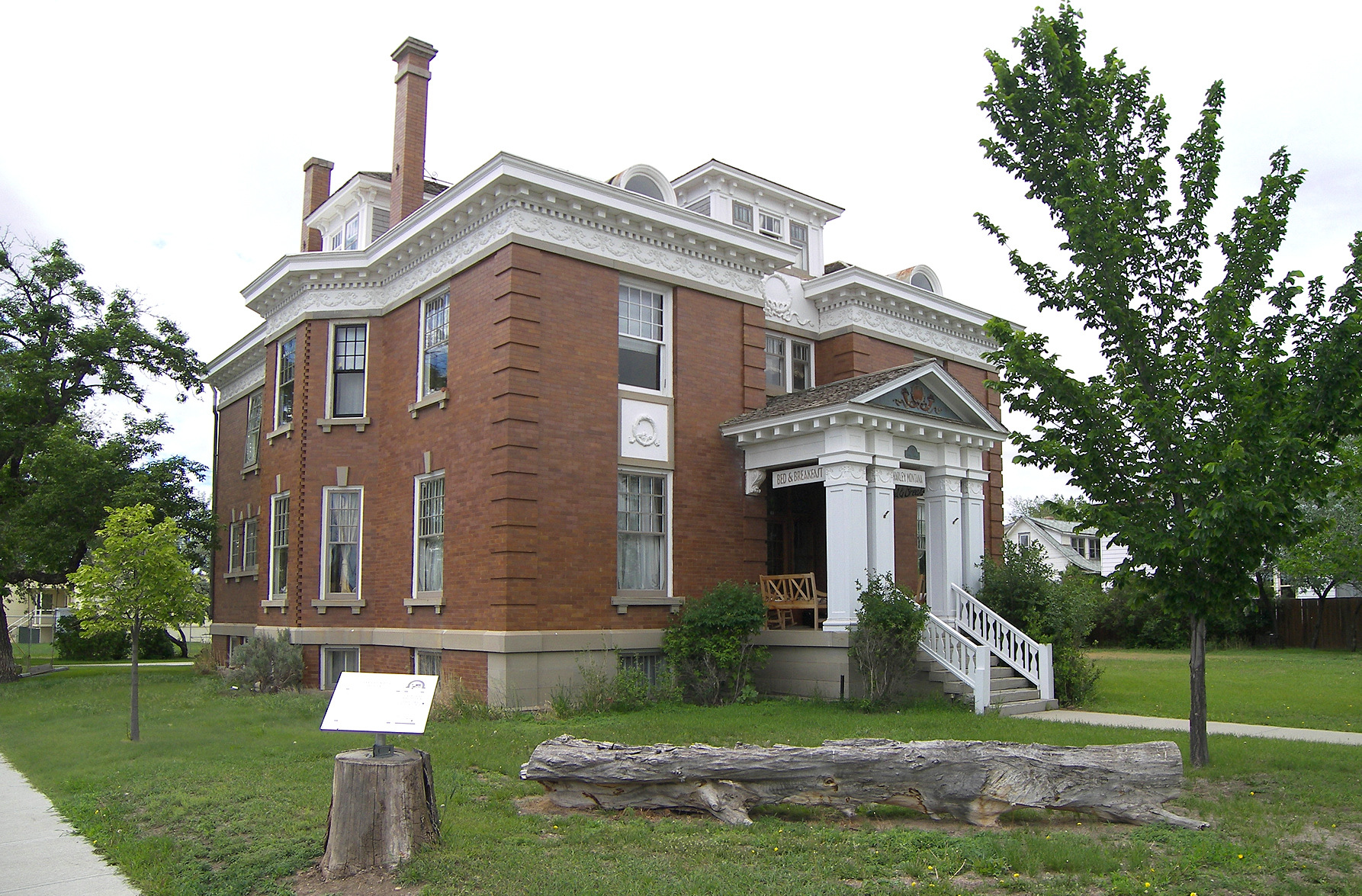
Das Charles Krug House, gelistet im NRHP Nr. 76001122

Nach der Volkszählung im Jahr 2000 lebten im County 9.059 Menschen. Es gab 3.625 Haushalte und 2.475 Familien. Die Bevölkerungsdichte betrug 1 Einwohner pro Quadratkilometer. Ethnisch betrachtet setzte sich die Bevölkerung zusammen aus 97,43 % Weißen, 0,25 % Afroamerikanern, 1,23 % amerikanischen Ureinwohnern, 0,13 % Asiaten, 0,01 % Bewohnern aus dem pazifischen Inselraum und 0,31 % aus anderen ethnischen Gruppen; 0,64 % stammten von zwei oder mehr ethnischen Gruppen ab. 0,89 % der Bevölkerung waren spanischer oder lateinamerikanischer Abstammung.
Von den 3.625 Haushalten hatten 29,70 % Kinder und Jugendliche unter 18 Jahre, die bei ihnen lebten. 58,50 % waren verheiratete, zusammenlebende Paare, 6,80 % waren allein erziehende Mütter. 31,70 % waren keine Familien. 28,40 % waren Singlehaushalte und in 12,20 % lebten Menschen im Alter von 65 Jahren oder darüber. Die Durchschnittshaushaltsgröße betrug 2,37 und die durchschnittliche Familiengröße lag bei 2,90 Personen.
Auf das gesamte County bezogen setzte sich die Bevölkerung zusammen aus 23,10 % Einwohnern unter 18 Jahren, 8,80 % zwischen 18 und 24 Jahren, 24,90 % zwischen 25 und 44 Jahren, 25,40 % zwischen 45 und 64 Jahren und 17,70 % waren 65 Jahre alt oder darüber. Das Durchschnittsalter betrug 41 Jahre. Auf 100 weibliche Personen kamen 98,30 männliche Personen, auf 100 Frauen im Alter ab 18 Jahren kamen statistisch 99,90 Männer.
Das jährliche Durchschnittseinkommen eines Haushalts betrug 31.393 USD, das Durchschnittseinkommen der Familien betrug 38.455 USD. Männer hatten ein Durchschnittseinkommen von 29.487 USD, Frauen 18.929 USD. Das Prokopfeinkommen betrug 15.368 USD. 14,90 % der Bevölkerung und 11,70 % der Familien lebten unterhalb der Armutsgrenze. 18,70 % davon waren unter 18 Jahre und 11,20 % waren 65 Jahre oder älter.

## Geschichte
Ein Ort im County hat den Status einer National Historic Landmark, die archäologische Fundstätte Hagen Site. 13 Bauwerke und Stätten des Countys sind im National Register of Historic Places eingetragen (Stand 8. Februar 2018).

## Orte im Dawson County
Im Dawson County liegen zwei Gemeinden, davon eine City und eine Town. Zu Statistikzwecken führt das U.S. Census Bureau einen Census-designated place, der dem County unterstellt ist und keine Selbstverwaltung besitzt. Dieser ist wie die Unincorporated Communities gemeindefreies Gebiet.
| City - Glendive | Town - Richey |

Census-designated places (CDP)
- West Glendive

andere Unincorporated Communities
| - Bloomfield - Hungry Joe - Intake - Lindsay |